# Elvin Morton Jellinek
Elvin Morton Jellinek (New York, 15 augustus 1890 - Stanford, 22 oktober 1963) was een arts die veel onderzoek heeft gedaan naar alcoholisme. In Nederland is hij vooral bekend door de naar hem genoemde Jellinek-kliniek. 
Dr. Jellinek ontwikkelde de - nog steeds gebruikte - classificatie van alcoholisten in de volgende vijf categorieën. 
- Alpha alcoholisme: de eerste fase van de ziekte, psychologische continue afhankelijkheid van de effecten van alcohol om lichamelijke of emotionele pijn te verlichten. Dit is de "probleemdrinker", wiens drankgebruik sociale en persoonlijke problemen tot gevolg heeft. Hoewel deze problemen aanwezig zijn, kunnen deze personen stoppen als ze het echt willen; dus, volgens Jellinek, zijn ze niet de controle kwijtgeraakt, en hebben daarom niet een "ziekte".
- Beta alcoholisme: polyneuropathie, of lever-cirrose als gevolg van alcohol zonder lichamelijke of psychologische afhankelijkheid. Dit zijn zware drinkers, met vrijwel dagelijks veel alcoholgebruik. Ze hebben geen lichamelijke verslaving en ervaren geen bijverschijnselen als ze stoppen met alcoholgebruik. Personen uit deze groep hebben niet een "ziekte".
- Gamma alcoholisme: hogere tolerantie van het lichaamsweefsel voor alcohol, lichamelijke afhankelijkheid en verlies van controle. Dit is de AA alcoholist, die de controle kwijt is en volgens Jellineks classificatie een "ziekte" heeft.[1]
- Delta alcoholisme: dezelfde verschijnselen als bij Gamma alcoholisme, maar nu met het niet in staat zijn om niet te drinken.
- Epsilon alcoholisme: de meest vergevorderde fase van de ziekte, zich manifesterend als dipsomanie, periodiek alcoholisme.